# El Porvenir (Francisco Morazán)
El Porvenir é uma cidade hondurenha do departamento de Francisco Morazán.